# Branica Radzyńska
Branica Radzyńska (prononciation [braˈnit͡sa raˈd͡zɨɲska]) est un village de la gmina de Radzyń Podlaski du powiat de Radzyń Podlaski dans la voïvodie de Lublin, situé dans l'est de la Pologne.
Le village comptait approximativement une population de 259 habitants en 2009.

## Histoire
De 1975 à 1998, le village est attaché administrativement à la voïvodie de Biała Podlaska.
Depuis 1999, il fait partie de la nouvelle voïvodie de Lublin.